# Мадонна із немовлям, святою Катериною і святим Яковом
«Мадонна із немовлям, святою Катериною і святим Яковом» (італ. Madonna col Bambino tra i santi Caterina d'Alessandria e Giacomo) — картина італійського живописця Лоренцо Лотто (1480–1556), представника венеціанської школи. Створена приблизно у 1527–1533 роках. Зберігається у колекції Музею історії мистецтв у Відні (інв. №GG 101).

## Історія
Зрілий твір Лоренцо Лотто був виконаний у період між останніми роками перебування у Бергамо (ймовірно, що це було приватне замовлення) і першими після повернення до Венеції. Художник цінує могутню творчу особистість Тіціана, але від нього достатньо далекий, оскільки знаходиться під впливом ломбардської школи, більш близької до північноєвропейських зразків.

## Опис
До ломбардського натуралізму, що пронизує значну частину творів Лотто, додається типове північне розташування фігур у просторі, в якому відчувається стиль Альбрехта Дюрера. Світло лягає на фігури, виокремлюючи обличчя, складки драпірувань, освітлюючи багатий пейзаж, в який вони занурені. Діва Марія притулилась до стовбура великого дерева і старого пенька, на якому вона тримає немовля; світло-блакитний колір її сукні ніжно гармонує зі шкірою, що здається алебастровою.
У лівій частині картини янгол покладає на голову Діви Марії жасминовий вінок. Його фігура повітряна й елегантна, образ дуже ідеалізований, особливо у зображені ніжного обличчя і крил. Як і Діва Марія, свята Катерина одягнена у вишуканий і елегантний одяг того часу. Така деталь, як золотий ланцюжок з хрестиком, що поблискує на грудях, свідчить про оригінальність, і у деякому сенсі, антикласицизмі Лотто, який простим речам надає делікатний внутрішній рух сцени. Яків має доволі сільський вигляд: він зображений із посохом пілігріма, у накидці; святий стоїть на колінах зі складеними руками і споглядає на Діву Марію, яка, у свою чергу, дивиться на нього. Ця тонка гра поглядів надає усій сцені яскраве відчуття лагідної сердечності.